# Азадбех
Азадвех-и Банеган Махан-и Михр-Бондад, у арапским изворима познат и као Азадхбих ибн Банијан Махан ибн Михрбундадх, краће и једноставније Азадбех, био је ирански племић, који је служио као сасанидски марзбан у граду Ал-Хири.

## Биографија
Азадбех је рођен у граду Хамадан у провинцији Медија, своје порекло води из породице дехкана (персијска титула). Године 617. именован је за гувернера Ал-Хире, тако да је наследио иранског племића Нахирагана и арапског Ијас ибн Кабишаха ел Таија, који су заједно управљали Ал-Хиром након погубљења последњег лахмидског владара Ел Нумана III 602. године. Током свог владавине, Азадбех је успео да учврсти свој положај тако што је своју кћерку удао за свог господара Синана, који је био на вишем положају од њега.
Године 633, током муслиманског освајања Персије, муслиманске снаге су уништиле Амгишија, важно војно место у близини Ал-Хире, које је Азадбех сматрао веома важним. Осим тога, муслимани су такође заробили његову ћерку. Знајући да ће ускоро бити њихова следећа мета, послао је војску коју је предводио његов син да нападне Муслимане, а након неког времена стациониране ван Ал-Хире. Међутим, ствари нису ишле како се очекивало, Азадбехов син је поражен и убијен током сукоба са муслиманским војним вођом Халидм ибн ел Валидом, који је кренуо према Ал-Хири и лако поразио Азадбеха, који је успео да преживи и побегне из Ал- Хире. Након тога њему се губи сваки траг.